# UN-Sonderberichterstatter zu Menschenrechten bei der Bekämpfung von Terrorismus
Die Stelle der Sonderberichterstatterin zur Förderung und den Schutz der Menschenrechte und Grundfreiheiten bei der Bekämpfung des Terrorismus (englisch Special Rapporteur on the promotion and protection of human rights and fundamental freedoms while countering terrorism) wurde geschaffen, um mutmaßliche Verletzungen von Menschenrechten und Grundfreiheiten bei der Bekämpfung des Terrorismus abzuklären und diesbezügliche Informationen zu prüfen.

## Das UN-Mandat
Die UN-Menschenrechtskommission schuf diese Stelle am 21. April 2005 mittels einer Resolution, in welcher auch der Auftrag definiert wurde. Dieses UN-Mandat ist auf drei Jahre befristet und wird regelmäßig verlängert. Nachdem die UN-Menschenrechtskommission im Jahr 2006 durch den UN-Menschenrechtsrat ersetzt wurde, ist dieser nun zuständig und übt die Aufsicht aus. Die letzte Verlängerung des Mandates erfolgte am 20. April 2016.
Der Sonderberichterstatter ist kein Mitarbeiter der Vereinten Nationen, sondern wird von der UN mit einem Mandat beauftragt und dazu erließ der UN-Menschenrechtsrat einen Verhaltenskodex. Der unabhängige Status der Mandatsträgerin ist für die unparteiische Wahrnehmung ihrer Aufgaben entscheidend. Die Amtszeit eines Mandats ist auf maximal sechs Jahre begrenzt.
Sie erstellt thematische Studien und erarbeitet Leitlinien zur Verbesserung der Menschenrechte. Die Sonderbeauftragte macht auf Einladung von Staaten Länderbesuche und kann in beratender Funktion Empfehlungen abgeben. Sie prüft Mitteilungen und unterbreitet den Staaten Vorschläge, wie sie allfällige Missstände beheben können. Sie macht auch Anschlussverfahren in welchen sie die Umsetzung der Empfehlungen prüft. Dazu erstellt sie Jahresberichte zuhanden des UN-Menschenrechtsrat.
Die im Jahr 2004 von der UN-Menschenrechtskommission geschaffene Stelle eines Terror-Sachverständigen wurde bereits im Jahr 2005 wieder aufgehoben und durch diesen Sonderberichterstatter ersetzt.

## Amtsinhaber
- 2005–2011 Martin Scheinin –  Finnland
- 2011–2017 Ben Emmerson –  Vereinigtes Königreich
- 2017–2023 Fionnuala Ní Aoláin –  Irland
- seit 2023 Ben Saul –  Australien